# 西鉄野球団歌
「西鉄野球団歌」（にしてつやきゅうだんか）は、日本野球機構（NPB）のパシフィック・リーグに属する埼玉西武ライオンズの源流に当たる西鉄クリッパースの球団歌。作詞・サトウハチロー、作曲・古賀政男。

## 解説
1949年末の球界再編問題を受け、西日本鉄道が戦時下に解散していたプロ野球チームの西鉄軍を再興させる形で福岡県に設立した西鉄クリッパースの球団歌である。福岡県大川市出身の古賀政男が作曲を手掛けているが、プロ野球の球団歌はこの1曲だけとされる。
球団名の「クリッパース」は西鉄がパンアメリカン航空の日本総代理店だったことから同社のコールサイン"CLIPPER"にちなんで命名されたが、歌詞では「快速艇」と書いて「クリッパース」と読ませている。また、九州に本拠を置く球団と言うことで「筑紫野に玄界灘に」「太宰府の梅が香」「不知火の有明海よ 阿蘇の火山よ」と地域の情景を多く取り込んでいるのが特徴に挙げられる。
クリッパースは1950年のシーズン終了後、同年結成でセントラル・リーグに加盟した西日本パイレーツと合併して1951年シーズンより西鉄ライオンズとなったため「西鉄野球団歌」は1年で廃止され、戦前にライオン軍（松竹ロビンスの前身）をスポンサードしていたライオン歯磨から新球団歌「西鉄ライオンズの歌」が寄贈された。「西鉄ライオンズの歌」の作詞は「西鉄野球団歌」に続きサトウが起用されたが、作曲は古賀でなく藤山一郎が行っている。
わずか1年と短命に終わった「西鉄野球団歌」の存在は『西日本鉄道百年史』でクリッパース結成について解説した中に「サトウハチロー作詞、古賀政男作曲による『西鉄クリッパースの歌』も定めた」と簡略に記述されるのみで、歌詞や楽譜は西鉄社内に保管されていないため長らく「幻の球団歌」として扱われていた。そのため、西鉄ライオンズ研究会から西日本新聞・あなたの特命取材班に対して「クリッパースの球団歌について調べて欲しい」と取材要請があり、同紙が調査したところ東京都渋谷区の古賀政男音楽博物館に楽譜とサトウ直筆の歌詞が所蔵されていることが判明。レコードの製造は確認されなかったものの、同博物館で楽譜を基に演奏した録音が試聴可能であることが2019年4月23日付の紙面で紹介された。